# エスタディオ・リベルタドーレス・デ・アメリカ-リカルド・エンリケ・ボチーニ
エスタディオ・リベルタドーレス・デ・アメリカ-リカルド・エンリケ・ボチーニ（スペイン語: Estadio Libertadores de América-Ricardo Enrique Bochini）は、アルゼンチン・ブエノスアイレス州アベジャネーダにあるサッカー専用スタジアム。1928年に開場し、CAインデペンディエンテがホームスタジアムとして使用している。

## 概要
1928年3月4日に世界初の鉄筋コンクリート製スタジアムとして開場し、開場から2005年まではラ・ドブレ・ビセラ（La Doble Visera）という名称だった。名称変更の理由は、スタジアムの老朽化に伴う一部のスタンドの建て替え工事を行ったことやクラブの100周年記念事業の一環として考案されたためである。
2021年12月5日、1972年からおよそ20年に渡りクラブで活躍したリカルド・ボチーニに敬意を表し、スタジアム名にボチーニの名前を付け加えたエスタディオ・リベルタドーレス・デ・アメリカ-リカルド・エンリケ・ボチーニ（Estadio Libertadores de América-Ricardo Enrique Bochini）を採用することを発表した。

## ギャラリー

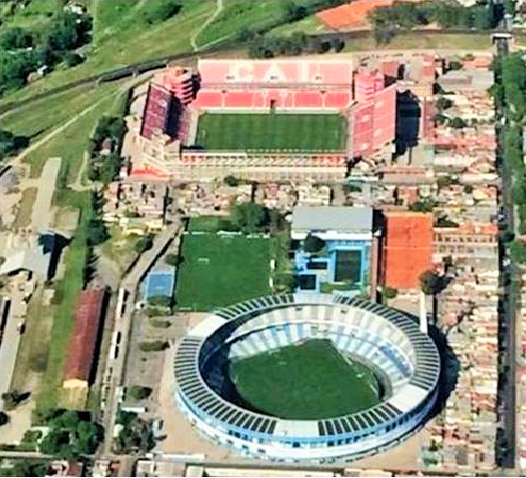
エスタディオ・プレシデンテ・ペロン（下）と当スタジアム（上）
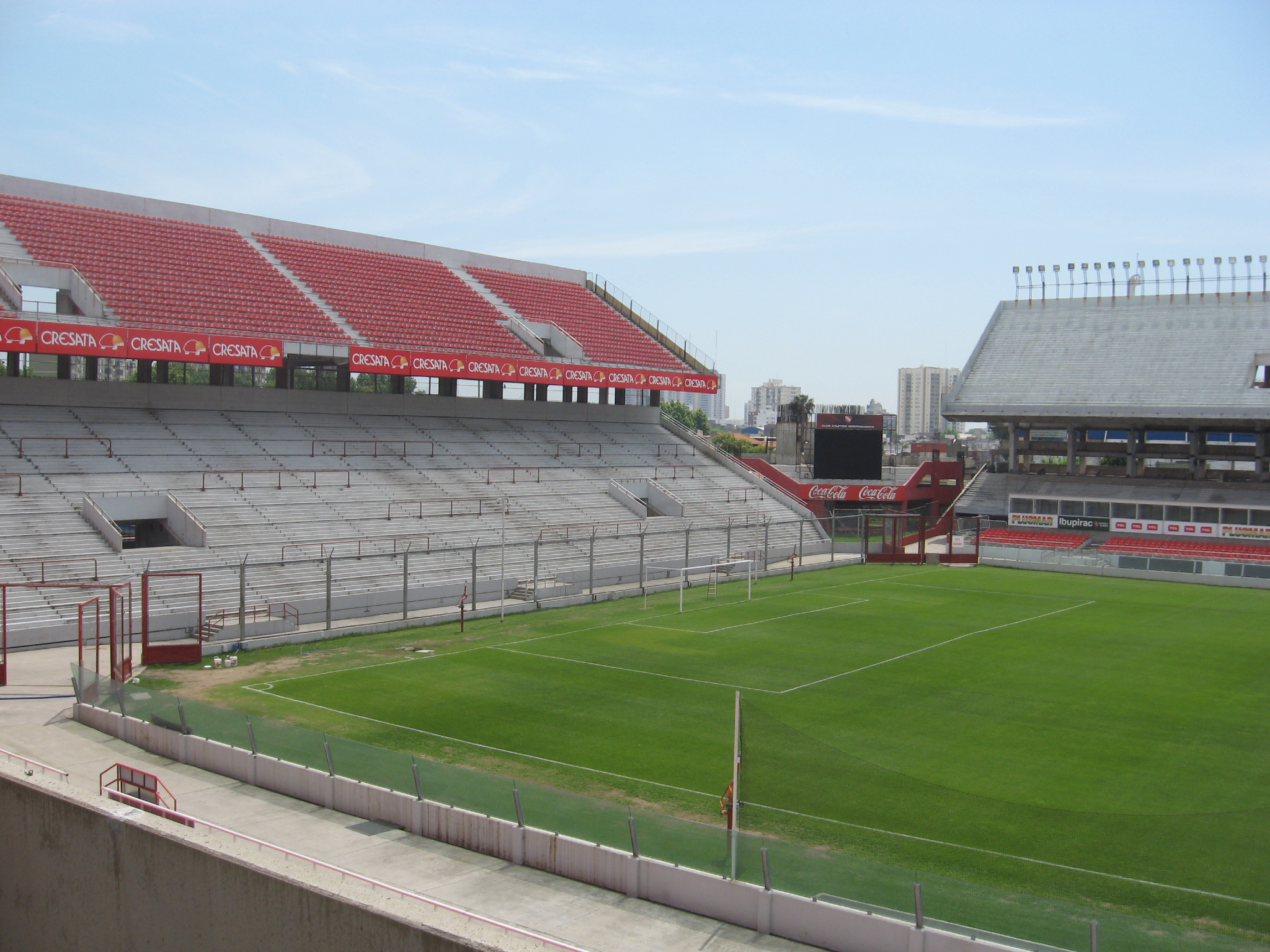
2012年のスタジアム
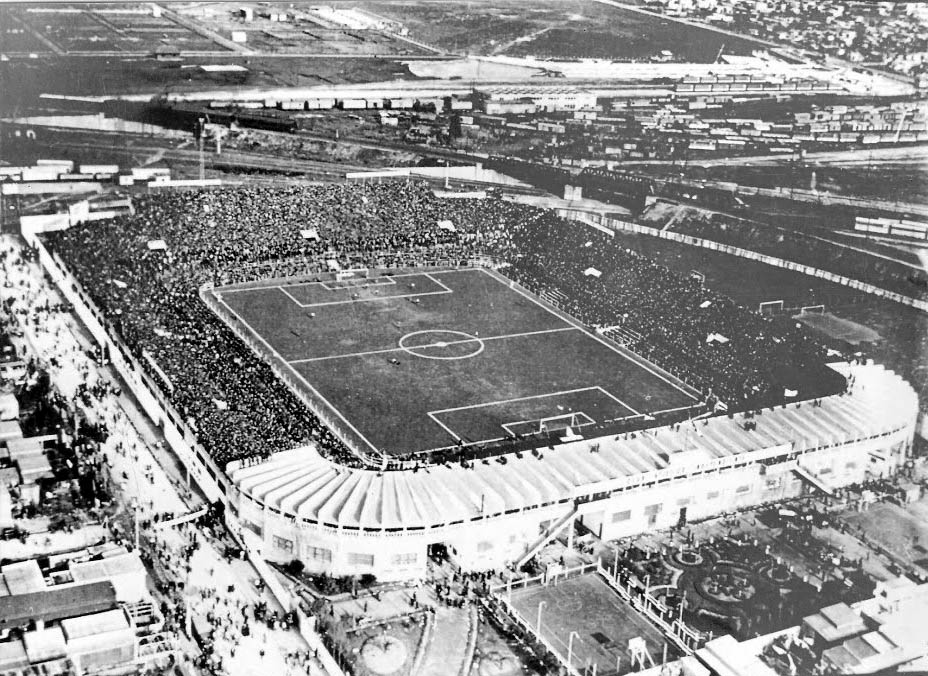
1935年のスタジアム
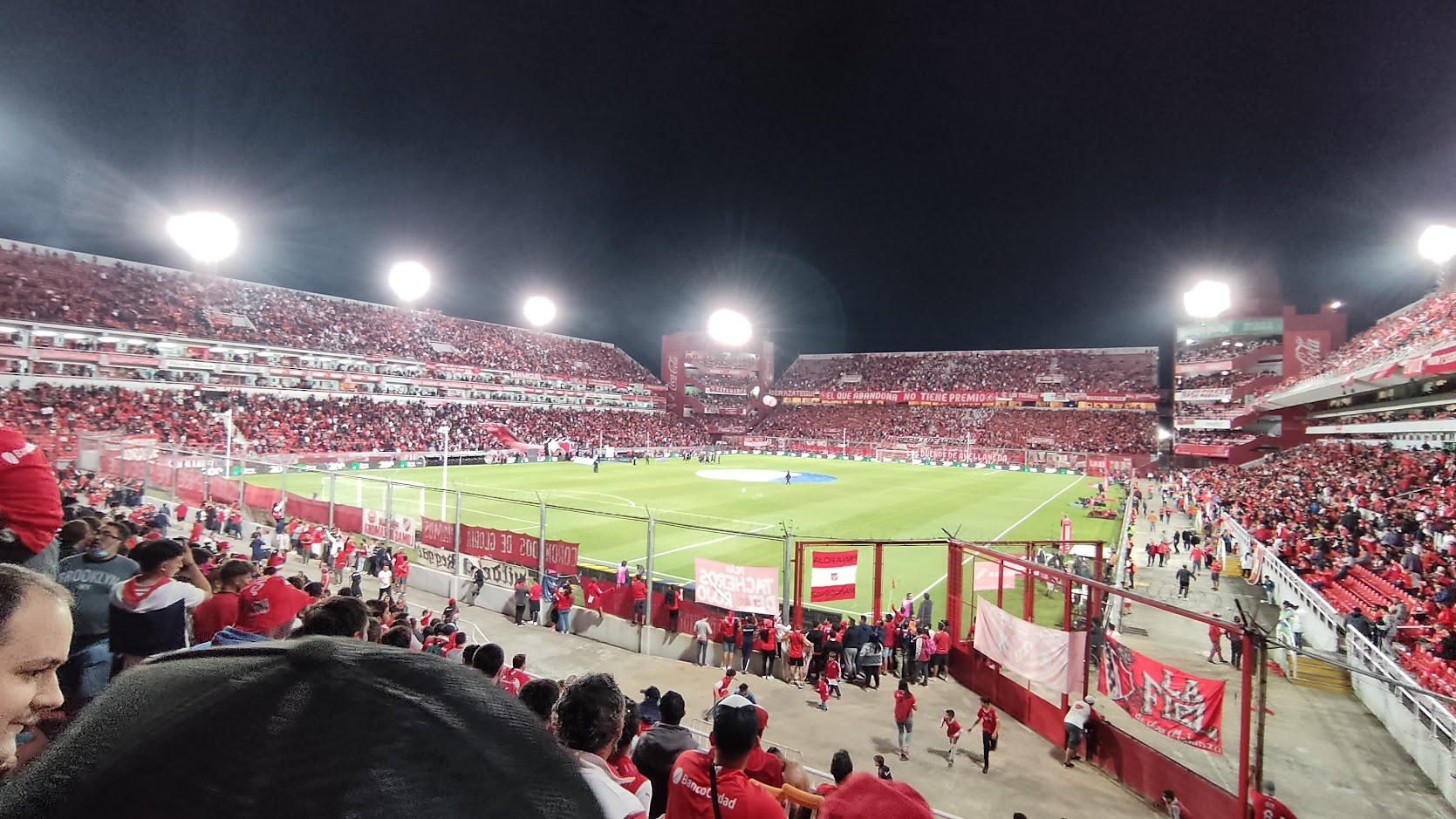
2022年のスタジアム